# Lacistodes
Lacistodes är ett släkte av fjärilar. Lacistodes ingår i familjen stävmalar.
Kladogram enligt Catalogue of Life:
| Lacistodes | \| \| Lacistodes brunneostola \| \| \| \| \| \| Lacistodes tauropis \| \| \| \| |
|            | \| \| Lacistodes brunneostola \| \| \| \| \| \| Lacistodes tauropis \| \| \| \| |
|            | Lacistodes brunneostola                                                         |
|            |                                                                                 |
|            | Lacistodes tauropis                                                             |
|            |                                                                                 |